# Talasani
Talasani är en kommun i departementet Haute-Corse på ön Korsika i Frankrike. Kommunen ligger i kantonen Fiumalto-d'Ampugnani som tillhör arrondissementet Corte. År 2022 hade Talasani 842 invånare.

## Befolkningsutveckling
Antalet invånare i kommunen Talasani
Referens:INSEE